# Люберецкий укрупнённый сельский район
Люберецкий укрупнённый сельский район — административно-территориальная единица в составе Московской области РСФСР в 1963—1965 гг.
В конце 1962 года в Московской области было реорганизовано административно-территориальное деление. Это было вызвано разделением органов управления страной по производственному принципу — на промышленные и сельские. Люберецкий укрупнённый сельский район стал одним из 12 укрупнённых сельских районов, образованных в новых границах вместо 34 упразднённых районов Московской области.
Район был образован в соответствии с объединённым решением исполнительных комитетов промышленного и сельского областных Советов от 30 декабря 1962 года и утверждён указом Президиума Верховного совета РСФСР от 1 февраля 1963 года, а его состав и административно-территориальное деление определены объединённым решением промышленного и сельского исполкомов области от 27 апреля 1963 года.
В состав района вошли территории 46 сельских советов трёх упразднённых районов — Воскресенского, Люберецкого и Раменского. Административным центром стал город Люберцы.
Таким образом, в Люберецкий укрупнённый сельский район были включены:
- Ашитковский, Барановский, Бессоновский, Виноградовский, Гостиловский, Ёлкинский, Знаменский, Кладьковский, Конобеевский, Леоновский, Лопатинский, Маришкинский, Марчуговский, Михахалёвский, Ратчинский и Степанщинский сельсоветы из Воскресенского района;
- Кореневский сельсовет из Люберецкого района;
- Бояркинский, Быковский, Вохринский, Вялковский, Ганусовский, Гжельский, Дементьевский, Денежниковский, Егановский, Заболотьевский, Заворовский, Карповский, Копнинский, Кузнецовский, Нижне-Мячковский, Никитинский, Никоновский, Новохаритоновский, Островецкий, Речицкий, Рыболовский, Салтыковский, Сафроновский, Сельвачевский, Софьинский, Строкинский, Ульянинский, Чулковский и Юровский сельсовета из Раменского района.

Был упразднён Лопатинский сельсовет бывшего Воскресенского района, на его территории образован новый рабочий посёлок Лопатинский, в состав которого вошли населённые пункты при Лопатинском руднике, железнодорожной станции Лопатино и посёлок Мособход; деревни Вострянское, Перхурово и Шильково включены в Ёлкинский сельсовет, а селения Лопатино, Федотово и территория Воскресенской фетровой фабрики — в городскую черту Воскресенска. Из-за переноса административного центра в деревню Малышево Салтыковский сельсовет бывшего Раменского района был переименован в Малышевский, к нему также были присоединены деревни Жирошкино, Лутошкино и Рогачево.
В конце 1964 года разделение органов управления по производственному принципу было признано нецелесообразным и указом Президиума Верховного совета РСФСР от 21 ноября и исполняющим его решением Мособлисполкома от 11 января 1965 года все укрупнённые сельские районы Московской области были упразднены и восстановлены обычные районы, в частности Воскресенский, Люберецкий и Раменский на территории Люберецкого укрупнённого сельского района. При этом в Воскресенский район перешли Ашитковский, Барановский, Бессоновский, Виноградовский, Гостиловский, Ёлкинский, Знаменский, Кладьковский, Конобеевский, Леоновский, Маришкинский, Марчуговский, Михахалёвский, Ратчинский и Степанщинский сельсоветы; в Люберецкий — Кореневский сельсовет; в Раменский — Бояркинский, Быковский, Вохринский, Вялковский, Ганусовский, Гжельский, Дементьевский, Денежниковский, Егановский, Заболотьевский, Заворовский, Карповский, Копнинский, Кузнецовский, Малышевский, Нижне-Мячковский, Никитинский, Никоновский, Новохаритоновский, Островецкий, Речицкий, Рыболовский, Салтыковский, Сафроновский, Сельвачевский, Софьинский, Строкинский, Ульянинский, Чулковский и Юровский сельсоветы.